# Myrmarachne kilifi
Myrmarachne kilifi là một loài nhện trong họ Salticidae.
Loài này thuộc chi Myrmarachne. Myrmarachne kilifi được Fred R. Wanless miêu tả năm 1978.